# Lee Robbins
Lee Roy Robbins (Rockwall, 11 febbraio 1922 – Billings, 8 aprile 1968) è stato un cestista statunitense, professionista nella BAA.